# Городское собрание Сочи
Городское Собрание Сочи — представительный орган местного самоуправления города Сочи. Депутаты избираются по одномандатным избирательным округам на срок 5 лет. Текущий состав был избран 13 сентября 2020 года, количество депутатов — 50 человек.

## Полномочия и структура
Основные полномочия и функции Собрания включают принятие устава города, утверждение бюджета и муниципальных программ, контроль за деятельностью органов местного самоуправления, а также решение вопросов местного значения.Полный список полномочий включает в себя:
- Принятие и внесение изменений в Устав муниципального образования, являющегося основным нормативно-правовым актом муниципалитета.
- Решение вопросов местного значения, отнесённых к ведению Собрания федеральными законами, законами Краснодарского края и муниципальными актами.
- Утверждение бюджета города, контроль за его исполнением и установление местных налогов и сборов.
- Принятие планов и программ социально-экономического, культурного и градостроительного развития города.
- Формирование контрольно-счётной палаты и назначение аудиторов для контроля использования муниципальных средств.
- Избрание и освобождение от должности главы города, а также контроль за его деятельностью.
- Урегулирование порядка управления и распоряжения муниципальной собственностью.
- Осуществление взаимодействия с территориальными общественными объединениями и ведение информационной политики.
- Иные полномочия, определённые федеральным, краевым и муниципальным законодательством.

## Выборы — 2025
Городское Собрание Сочи состоит из 50 депутатов, которые избираются по одномандатным округам.
Срок полномочий действующего (первого) созыва Собрания, избранного 13 сентября 2020 года, составляет 5 лет — до сентября 2025 года. На ближайшей сессии в июне 2025 года депутаты назначили выборы следующего созыва на 14 сентября 2025 года